# Idioma klamath-modoc
El klamath-modoc (también llamado simplemente klamath e históricamente lutuami) es un grupo de lenguas indígenas de América que se habló en el lago Klamath en lo que actualmente es el SE de Oregón y el N de California. Fue la lengua tradicionalmente hablada por las tribus klamath y modoc, cada una de las cuales hablaba un dialecto de esta lengua. A principios de los 80 sólo quedaba un hablante de esta lengua.

## Clasificación
Se considera que el klamath–modoc forma una unidad filogenética válida junto con otras lenguas del grupo penutio de la meseta. Los defensores de la hipótesis penutia consideran que el penutio de la meseta estaría a su vez relacionado con otras lenguas penutíes aunque este último parentesco es considerado dudoso. 

## Descripción lingüística

### Fonología
El inventario consonántico del klamath-modoc es el siguiente:
|                      |               | Bilabial | Coronal | Palatal | Velar | Uvular | Glotal |
| -------------------- | ------------- | -------- | ------- | ------- | ----- | ------ | ------ |
| Obstruyente no-cont. | simple        | p        | t       | tʃ      | k     | q      |        |
| Obstruyente no-cont. | aspirada      | pʰ       | tʰ      | tʃʰ     | kʰ    | qʰ     |        |
| Obstruyente no-cont. | eyectiva      | pʼ       | tʼ      | tʃʼ     | kʼ    | qʼ     | ʔ      |
| Fricativa            | Fricativa     |          | s       |         |       |        | h      |
| Nasal                | sorda         | m        | n       |         |       |        |        |
| Nasal                | sonora        | m̥        | n̥       |         |       |        |        |
| Nasal                | laringalizada | mʼ       | nʼ      |         |       |        |        |
| Aproximante          | sonora        |          | l       | j       | w     |        |        |
| Aproximante          | sorda         |          | l̥       | ȷ̊       | w̥     |        |        |
| Aproximante          | laringalizada |          | lʼ      | jʼ      | wʼ    |        |        |

Las obstruyentes en klamath-modoc, a excepción de /s/ y ʔ, aparecen en tripletas de no-aspirada/aspirada/eyectiva. Las tripletas de sonorantes son respectivamente: sonoras, sordas y "laringalizadas", excepto por /h/ y /ʔ/.
La mayor parte de las consonantes puede ser geminadas. La fricativa /s/ es una excepción en esto, y existe evidencia que sugiere que esto es una consecuencia de un cambio fonético reciente. Albert Samuel Gatschet registró la geminada /sː/ a finales del siglo XIX, aunque hacia 1960 M. A. R. Barker lo registró consistentemente como una no-geminada. Algún tiempo después de que Gatschet registrara la lengua y antes de que Baker hiciera lo mismo, debió darse el cambio de desgeminación */sː/ > /s/

### Gramática
El orden básico de palabras en klamath-modoc es muy libre y está condicionado básicamente por factores pragmáticos. No parece sencillo definir de manera clara un sintagma nominal y un sujeto. El alineamiento morfosintáctico es de tipo nominativo-acusativo y existe un sistema de marcaje de caso gramatical diferente para adjetivos y nombres. Muchos verbos además requieren un caso absolutivo. En el verbo además existen formas aplicativas y se usan direccionales.